# Campionati europei di nuoto 2010 - Staffetta 4x100 metri stile libero maschile
Le qualifiche per la finale si sono svolte la mattina del 9 agosto 2010, mentre la finale si è svolta la sera dello stesso giorno.

## Medaglie
| Posizione | Oro                                                                                                | Argento                                                                                  | Bronzo                                                         |
| --------- | -------------------------------------------------------------------------------------------------- | ---------------------------------------------------------------------------------------- | -------------------------------------------------------------- |
| Paese     | Russia                                                                                             | Francia                                                                                  | Svezia                                                         |
| Atleti    | Evgeny Lagunov Andrey Grechin Nikita Lobintsev Daniil Izotov Sergey Fesikov* Alexander Sukhorukov* | Fabien Gilot Yannick Agnel William Meynard Alain Bernard Amaury Leveaux* Boris Steimetz* | Stefan Nystrand Lars Froelander Robin Andreasson Jonas Persson |

## Record
Prima della manifestazione il record del mondo (RM), il record europeo (EU) e il record dei campionati (RC) erano i seguenti.
| Record mondiale       | 3'08"24 | Stati Uniti | 11 agosto 2008 Pechino, Cina      |
| Record europeo        | 3'08"32 | Francia     | 11 agosto 2008 Pechino, Cina      |
| Record dei campionati | 3'15"23 | Italia      | 31 luglio 2006 Budapest, Ungheria |

Durante l'evento sono stati migliorati i seguenti record:
| Data     | Evento        | Nazione | Tempo   | Record                |
| -------- | ------------- | ------- | ------- | --------------------- |
| 9 agosto | 2ª semifinale | Francia | 3'13"12 | Record dei campionati |
| 9 agosto | Finale        | Russia  | 3'12"46 | Record dei campionati |

## Risultati batterie
| Pos. | Nazione     | Atleti | Tempo   | Batteria | Corsia | Note |
| ---- | ----------- | --- | ------- | -------- | ------ | ---- |
| 1    | Francia     | Amaury Leveaux (48.59) Boris Steimetz (1:37.43) William Meynard (2:25.50) Fabien Gilot (3:13.12)                          | 3:13.12 | 2        | 7      | RC   |
| 2    | Russia      | Sergey Fesikov (49.17) Nikita Lobintsev (1:37.41) Evgeny Lagunov (2:25.64) Alexander Sukhorukov (3:13.96)                 | 3:13.96 | 2        | 5      |      |
| 3    | Svezia      | Stefan Nystrand (49.34) Lars Froelander (1:38.09) Robin Andreasson (2:27.64) Jonas Persson (3:16.45)                      | 3:16.45 | 1        | 2      |      |
| 4    | Italia      | Marco Orsi (49.30) Luca Dotto (1:38.72) Luca Leonardi (2:27.51) Christian Galenda (3:16.52)                               | 3:16.52 | 2        | 2      |      |
| 5    | Germania    | Markus Deibler (49.13) Christoph Fildebrandt (1:38.81) Steffen Deibler (2:27.35) Stefan Herbst (3:16.78)                  | 3:16.78 | 2        | 8      |      |
| 6    | Ungheria    | Dominik Kozma (49.44) Krisztián Takács (1:39.23) László Cseh (2:28.63) Balazs Makany (3:18.06)                            | 3:18.06 | 1        | 4      |      |
| 7    | Belgio      | Jasper Aerents (49.57) Glenn Surgeloose (1:38.99) Francois Heersbrandt (2:28.62) Yoris Grandjean (3:18.16)                | 3:18.16 | 2        | 3      |      |
| 8    | Regno Unito | Simon Burnett (49.35) Grant Turner (1:39.32) Robbie Renwick (2:29.14) Ross Davenport (3:18.79)                            | 3:18.79 | 2        | 6      |      |
| 9    | Croazia     | Mario Todorovic (50.31) Alexei Puninski (1:39.91) Mario Delac (2:29.71) Dominik Straga (3:19.48)                          | 3:19.48 | 1        | 1      |      |
| 10   | Polonia     | Konrad Czerniak (49.02) Lukasz Gasior (1:39.11) Marcin Tarczynski (2:29.59) Paweł Korzeniowski (3:20.07)                  | 3:20.07 | 1        | 7      |      |
| 11   | Lituania    | Paulius Viktoravicius (50.16) Vytautas Janušaitis (1:40.08) Mindaugas Sadauskas (2:30.24) Giedrius Andriunaitis (3:22.31) | 3:22.31 | 2        | 1      |      |
| 12   | Finlandia   | Ari-Pekka Liukkonen (53.30) Ville Tirroniemi (1:45.59) Andrei Tuomola (2:36.30) Jani Rusi (3:28.37)                       | 3:28.37 | 2        | 4      |      |
| 13   | Ucraina     | Yuriy Yegoshin (51.87) Vitaliy Baryshok (1:43.10) Maxym Shemberyev (2:39.20) Olexandr Lutchenko (3:38.20)                 | 3:38.20 | 1        | 5      |      |

## Finale
| Pos. | Nazione     | Atleti | Corsia | Tempo   | Note |
| ---- | ----------- | --- | ------ | ------- | ---- |
|      | Russia      | Evgeny Lagunov (48.23) Andrey Grechin (1:36.61) Nikita Lobintsev (2:24.59) Daniil Izotov (3:12.46)         | 5      | 3:12.46 | RC   |
|      | Francia     | Fabien Gilot (48.47) Yannick Agnel (1:36.70) William Meynard (2:24.59) Alain Bernard (3:13.29)             | 4      | 3:13.29 |      |
|      | Svezia      | Stefan Nystrand (49.24) Lars Froelander (1:37.58) Robin Andreasson (2:26.76) Jonas Persson (3:15.07)       | 3      | 3:15.07 |      |
| 4    | Italia      | Filippo Magnini (48.72) Marco Orsi (1:37.21) Christian Galenda (2:26.02) Luca Leonardi (3:15.18)           | 6      | 3:15.18 |      |
| 5    | Germania    | Steffen Deibler (49.18) Markus Deibler (1:37.41) Stefan Herbst (2:26.91) Paul Biedermann (3:15.97)         | 2      | 3:15.97 | RN   |
| 6    | Ungheria    | Dominik Kozma (49.31) Krisztián Takács (1:39.22) László Cseh (2:28.83) Balazs Makany (3:18.01)             | 7      | 3:18.01 |      |
| 7    | Belgio      | Jasper Aerents (50.02) Glenn Surgeloose (1:38.95) Francois Heersbrandt (2:29.04) Yoris Grandjean (3:18.12) | 1      | 3:18.12 |      |
| 8    | Regno Unito | Simon Burnett (49.99) Liam Tancock (1:39.12) Grant Turner (2:28.83) Ross Davenport (3:18.31)               | 8      | 3:18.31 |      |